# 남이초등학교 (충남)
남이초등학교는 대한민국 충청남도 금산군에 있는 공립 초등학교이다.

## 학교 연혁
- 1925.04.17. 설립
- 1925.06.01. 남이공립보통학교 개교
- 1936.04.20. 부설 건천간이학교 개교
- 1941.04.01. 남이국민학교로 개칭
- 1985.12.24. 병설유치원 1학급 편성
- 1986.03.01. 남이초등학교 건천분교장 인가
- 1993.03.01. 남이초등학교 흑암분교장 인가
- 1996.03.01. 남이초등학교로 개칭
- 1999.03.01. 흑암분교장 폐교
- 1999.09.01. 건천분교장 폐교
- 2012.01.17. 급식실, 과학실, 유치원 개축공사 완공
- 2014.07.02. 2014 친구사랑주간 운영 우수학교 표창(교육감)
- 2014.12.22. 학력증진 목표관리제 우수학교 표창(교육감)
- 2014.12.31. 컨설팅장학 우수학교 표창(교육감)
- 2015.03.01. 초등학교 6학급, 유치원 1학급 편성
- 2015.03.01. 제30대 권영엄 교장 부임

## 참고 자료
- 남이초등학교 - 한국교육학술정보원 학교알리미